# 林儀作

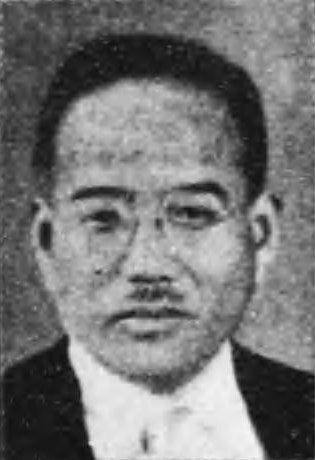
林儀作

林 儀作（はやし ぎさく、1883年（明治16年）2月19日 - 1935年（昭和10年）1月20日）は、日本の衆議院議員（立憲政友会）、ジャーナリスト。号は濁川。

## 経歴
新潟県雑太郡相川町（現在の佐渡市）出身。佐渡鉱山学校卒業後、佐渡毎日新聞に勤務。同郷の長谷川世民（本名：長谷川淑夫、長谷川海太郎・潾二郎・濬・四郎兄弟の父）に誘われて函館に渡り、北海新聞に入るが、筆禍事件により禁固刑を受ける。出獄後は平出喜三郎が経営する函館新聞で編集長を務め、後に函館日日新聞理事・主筆となった。その他、東洋印刷会社社長、財団法人函館共働宿泊所理事長、函館東部職業紹介所所長を歴任した。
函館市会議員、北海道会議員、同参事会員を経て、1932年の第18回衆議院議員総選挙に出馬して当選を果たした。
函館随一の博識者と謳われ、反対派議員も傾聴させる演説の名人だった。